# Кайахога-Фолс

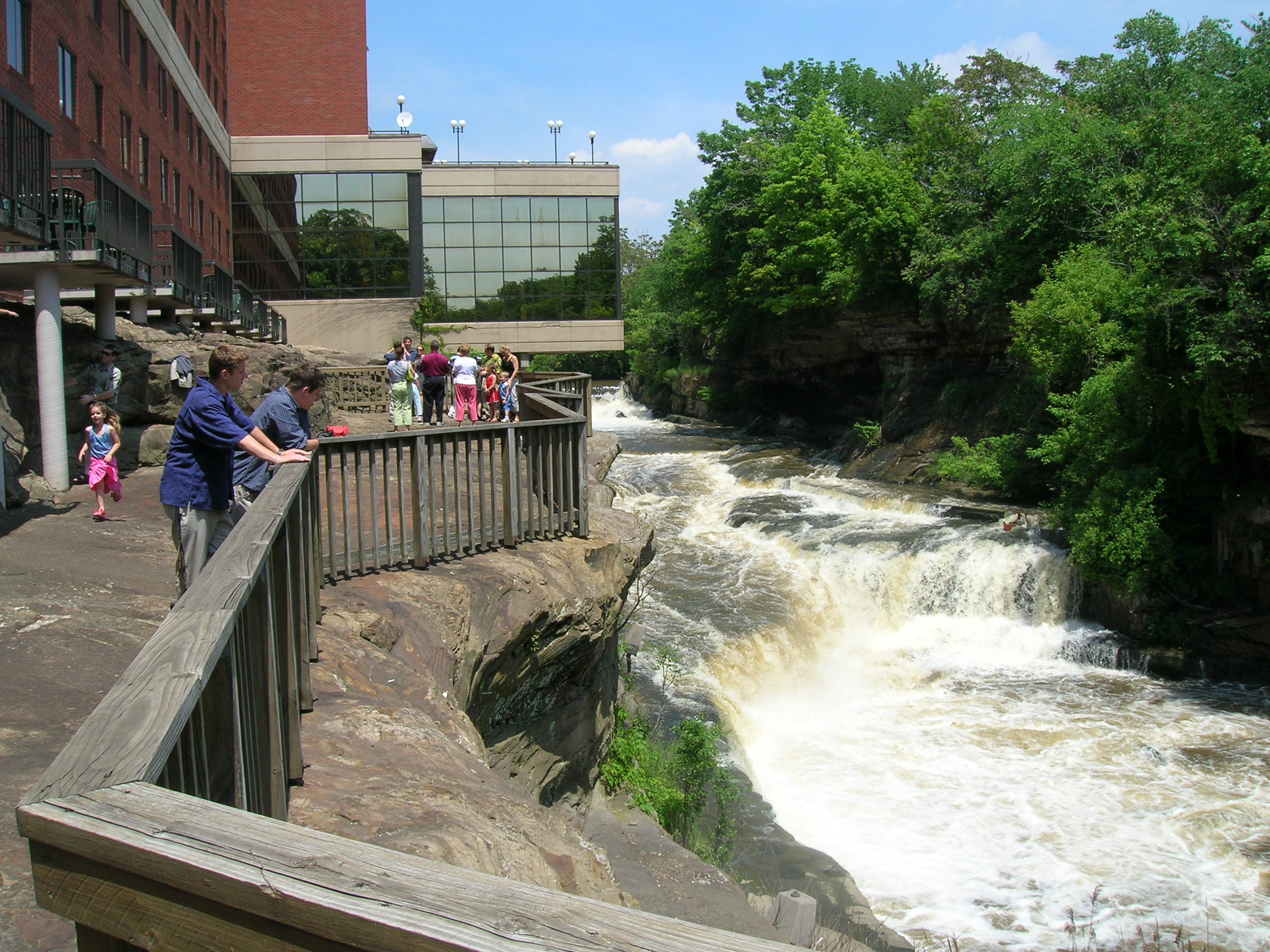
Кайахога-Фолс

Кайахога-Фолс (англ. Cuyahoga Falls) — город в штате Огайо, США.

## География
Согласно переписи населения Соединённых Штатов, город общей площадью 66,4 км², из которых 66,1 км² занимает земля и 0,2 км² (0,35% ) вода.
Вблизи города расположена пещера Мэри Кэмпбелл, одна из достопримечательностей штата.

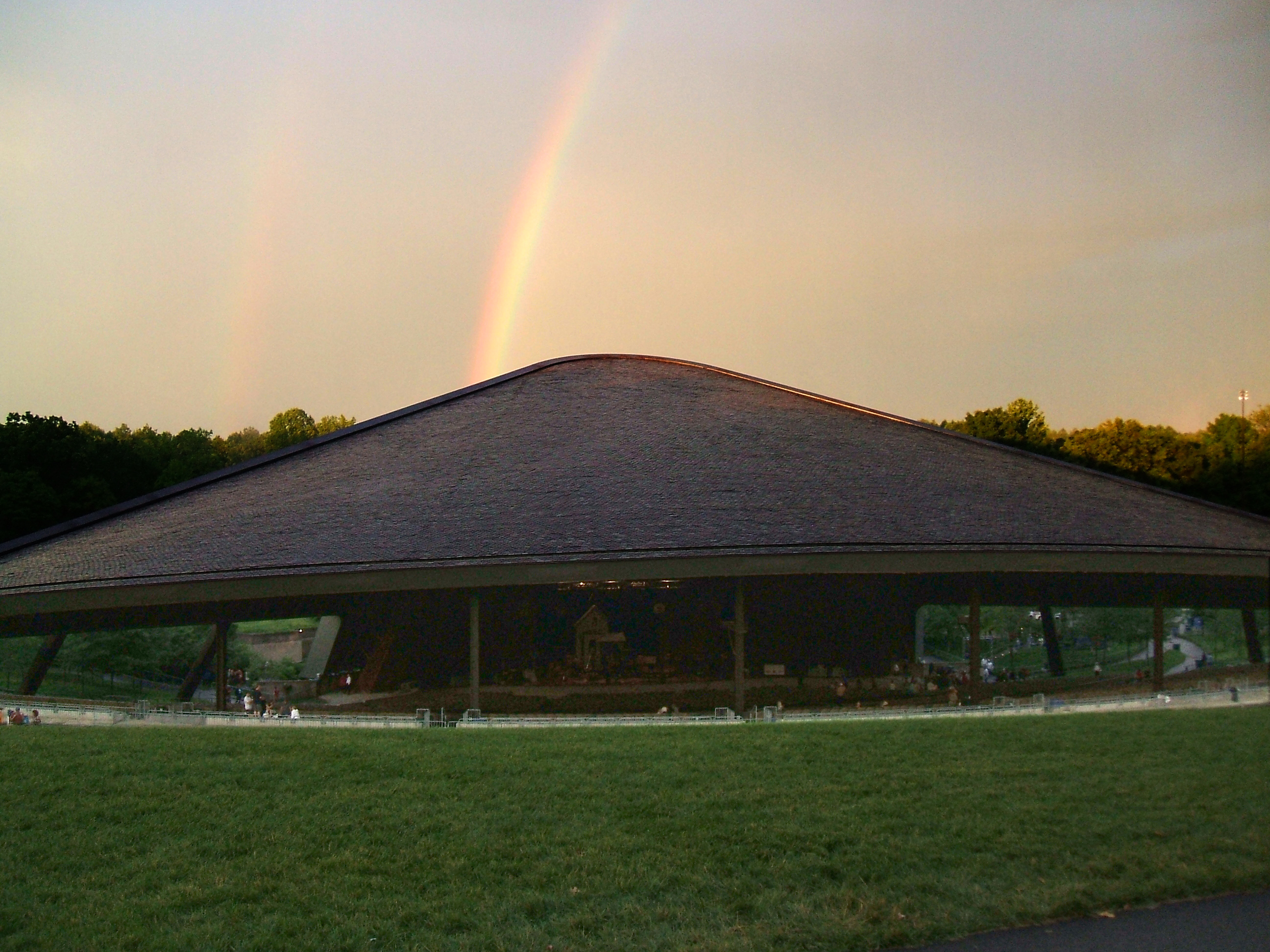
Blossom Music Center